# Басарабаса
Басарабаса (рум. Basarabasa) — село у повіті Хунедоара в Румунії. Входить до складу комуни Ваца-де-Жос.
Село розташоване на відстані 336 км на північний захід від Бухареста, 43 км на північний захід від Деви, 101 км на південний захід від Клуж-Напоки, 115 км на північний схід від Тімішоари.

## Населення
За даними перепису населення 2002 року у селі проживала 261 особа, усі — румуни. Усі жителі села рідною мовою назвали румунську.